# GO!GO!7188
GO!GO!7188 (Go go nana ichi hachi hachi) était un groupe de musique de rock japonais formé en juin 1998 par Yumi Nakashima et Akiko Hamada, anciennes élèves au lycée Shoyo, dans la ville de Kagoshima sur l'île de Kyūshū. Elles sont rejointes en 1999 par Takayuki Hosokawa. La signification du nom GO!GO!7188 n'est connue que des membres du groupe.
Le 10 février 2012 le groupe annonce sa séparation par l'intermédiaire de son site internet.

## Membres
- Yuu, de son vrai nom Yumi Nakashima, est chanteuse, guitariste et compositeur.
- Akko, de son vrai nom Akiko Noma (nom de jeune fille Hamada), est chanteuse et bassiste
- Turkey, de son vrai nom Takayuki Hosokawa, est le batteur du groupe.

## Discographie

### Albums originaux
1. Dasoku Hokō (6 décembre 2000)
2. Gyotaku (11 novembre 2001)
3. Tategami (26 février 2003)
4. Ryūzetsuran (27 octobre 2004)
5. Parade (18 octobre 2006)
6. 569 (Go Rock) (24 octobre 2007)
7. Antenna (2 février 2009)
8. Go!!GO!GO!Go!! (2 juin 2010)

### Autres albums
1. Tora no Ana (10 juillet 2002, album de reprises)
2. Kyū Ni Ichi Jiken (9.21 Jiken) (10 décembre 2003, album live)
3. Gonbuto Tour Nippon Budōkan (Kanzen-ban) (16 mars 2005, album live)
4. Who Plays a Go-Go? ~GO!GO!7188 Amateur Tribute Album~ (20 avril 2005, album de ré interprétations de GO!GO! par d'autres artistes)
5. Best of GO!GO! (15 avril 2006, best of)
6. Tora no Ana 2 (28 mai 2008, album de reprises)
7. 2man Tour Tetsuko no Hair + Open Night Family ~Yokae no Kazoku~ (29 octobre 2008, album de reprises live accompagné d'un DVD documentaire)
8. Acoustic Daisakusen!! / Acoustic Live Best (22 septembre 2010, concert acoustique accompagné d'un orchestre)

## Vidéos
1. GO!GO!7188 Tonosama Tour 2001 (24 octobre 2001)
2. GO!GO! Ōeizō-sai (19 mars 2003)
3. GO!GO!7188 Gonbuto Tour Nihon Budokan (16 mars 2005)
4. GO!GO! Ōeizō-sai (Omake-tsuki) (15 mars 2006)
5. GO!GO!7188 6.21 Jiken (29 octobre 2008, DVD proposé en édition simple ou limitée)
6. Go!!GO!GO!Go!! Tour Live 8.7.2010 Tokyo (19 janvier 2011)